# Liam Rosenior
Liam James Rosenior (* 9. Juli 1984 in Wandsworth) ist ein englischer Fußballtrainer und ehemaliger -spieler. 

## Spielerkarriere
Rosenior begann seine Karriere bei Bristol City als vielversprechender Mittelfeldspieler. 2003 schoss er im Finale der LDV Vans Trophy das Siegtor für Bristol City zum 2:0 gegen Carlisle United. Dieses Spiel war auch das letzte für Bristol City, da er danach zum FC Fulham wechselte.
In Fulham wurde Rosenior schnell populär bei den Fans aufgrund seines Afro-Looks. Während eines Spiels gegen Manchester City klärte er einen schier unmöglich haltbaren Ball auf der Torlinie beim Stand von 1:1. Fulham gewann das Spiel durch ein Tor in der letzten Minute von Steed Malbranque mit 2:1. Rosenior erzählte später den Reportern, er habe den Ball in dieser Art und Weise nur wegen seines Afro-Looks klären können.
Er unterschrieb im Juli 2006 einen Vier-Jahres-Vertrag mit Fulham, wechselte jedoch am 31. August 2007 für eine unbekannte Summe als Tausch für Seol Ki-Hyeon zum FC Reading und unterschrieb dort einen Drei-Jahres-Vertrag. Sein erstes Spiel für Reading bestritt er am 15. September 2007 beim 2:1-Sieg gegen Sunderland.
Von Oktober 2010 bis Juni 2015 spielte Rosenior in 144 Ligaspielen für Hull City, mit dem er den Aufstieg von der Football League Championship in die Premier League erreichte. Nach dem Abstieg aus der 1. Liga am Saisonende 2014/15 wechselte Rosenior zu Brighton & Hove Albion.

## Trainerkarriere
Nach dem Ende seiner Spielerlaufbahn wurde Liam Rosenior Assistenztrainer der zweiten Mannschaft von Brighton & Hove Albion. Im Juli 2019 wechselte er in das Trainerteam von Phillip Cocu, der kurz zuvor den englischen Zweitligisten Derby County übernommen hatte. Nach der Entlassung von Cocu blieb er auch unter dessen Nachfolger Wayne Rooney im Amt und stieg im Januar 2021 zu dessen Assistenztrainer auf. Ende Juni 2022 wurde der 37-Jährige zum Interimstrainer von Derby County ernannt, nachdem Wayne Rooney sein Traineramt niedergelegt hatte. Kurz darauf teilte der neue Besitzer von Derby County mit Liam Rosenior die Chance zu geben das Amt auch offiziell zu übernehmen. Am 21. September 2022 wurde er nach neun Ligapartien von seiner Aufgabe als Interimstrainer entbunden, blieb aber beim Klub angestellt. Derby County lag zu diesem Zeitpunkt knapp unterhalb der Play-off-Plätze. Einen Tag später wurde Paul Warne als neuer Cheftrainer vorgestellt, Rosenior verließ kurz danach den Klub.
Im November 2022 kehrte er zu Hull City zurück und trat dort als Nachfolger von Schota Arweladse seinen ersten Cheftrainerposten an. Bei seinem Antritt lag der Klub einen Punkt und einen Platz vor den Abstiegsrängen in der EFL Championship. Nachdem er mit Hull in der Saison 2022/23 den Klassenerhalt schaffte, verpasste er in der darauffolgenden Saison die Teilnahme an den Aufstiegs-Play-offs durch eine Niederlage am letzten Spieltag. Daraufhin wurde er von Klubpräsident Acun Ilıcalı im Mai 2024 entlassen.
Im Juli 2024 wurde er als Nachfolger von Patrick Vieira Cheftrainer bei Racing Straßburg und unterschrieb dort einen Vertrag bis 2027.